# Chicony Electronics
Chicony Electronics Co., Ltd. (chinesisch 群光電子股份有限公司, Pinyin Qún Guāngdiànzǐ Gǔfèn Yǒuxiàn Gōngsī) ist ein multinationaler Elektronikhersteller mit Hauptsitz in Taiwan. Die Produktpalette umfasst Eingabegeräte, Netzteile und digitale optoelektronische Geräte. Produzierte Geräte sind Tastaturen für Desktops und tragbare Computer, Digitalkameras, PC-Kameras, integrierte Webcams und digitale Videokameras.

## Geschichte
Das börsennotierte Unternehmen Chicony Electronics wurde im Februar 1983 gegründet. Der Firmensitz befindet sich im Distrikt Sanchong in Neu-Taipeh (Taiwan). Es unterhält mehrere Produktionsstätten in der Volksrepublik China, beispielsweise in Suzhou, Dongguan oder Chongqing, oder in der Tschechischen Republik sowie seit 2009 Niederlassungen in  Australien, Brasilien, Kanada, China, der Tschechischen Republik, Deutschland, Irland, Japan, Mexiko, den Philippinen, Singapur, Thailand, dem Vereinigten Königreich und den Vereinigten Staaten. Unter den bekannten Kunden waren Hewlett-Packard, GoPro, Google, Dropcam, Lenovo. Früher wurden bei Chicony Motherboards für Personal Computer und Notebooks produziert.